# Karol Łaganowski
Karol Teofil Łaganowski (ur. 1 listopada 1856 w Olkuszu, zm. 17 kwietnia 1917 w Warszawie) – polski prawnik, dziennikarz, poeta.

## Życiorys
Syn Józefa i Emilii z Pomichowskich. Ukończył gimnazjum w Kielcach, studiował prawo na Uniwersytecie Warszawskim. 
Mimo iż był czynnym zawodowo adwokatem, pisał też artykuły i felietony do gazet - współpracował z warszawskim czasopismem „Nowiny” (1883), a po jego zamknięciu z „Kurierem Codziennym”, a potem pracował w redakcji „Kuriera Warszawskiego”. 
Około 1884 r. otworzył kancelarię adwokacką w Łodzi, współpracując nadal z prasą warszawską i od 1887 r. z „Dziennikiem Łódzkim” (ukazującym się w latach 1884-1892), w którym zamieszczał felietony, kroniki tygodniowe, krytyki teatralne i literackie. W 1889 r. wszedł w skład redakcji, a po wycofaniu się Henryka Elzenberga z bezpośredniego zarządzania pismem, stał się jego faktycznym redaktorem i pełnił tę funkcję do zamknięcia pisma w 1892 r. 
W latach 1898–1903 współpracował z „Gońcem Łódzkim”, zamieszczał w nim stały felieton „Wrażenia artystyczne i literackie”. We wrześniu 1903 r. wystąpił z redakcji „Gońca” i przeniósł się do „Rozwoju”, gdzie publikował artykuły poświęcone problematyce politycznej, społecznej i prawnej.
Wydał tomik poezji Znużonym (Warszawa 1904).
Około 1905 r. wyjechał do Warszawy, porzucił praktykę adwokacką i poświęcił się całkowicie dziennikarstwu. Przez szereg lat był sekretarzem redakcji „Gońca Warszawskiego”, pisywał w nim artykuły wstępne, felietony i recenzje teatralne.
Zmarł w Warszawie 17 kwietnia 1917 r., pochowany na cmentarzu Powązkowskim.